# هاچیا یوریتاکا
هاچیا یوریتاکا (به ژاپنی: 蜂屋 頼隆 Hachiya Yoritaka)؛(۱۵۳۴ – ۱۵۸۹) یک سامورایی در دوره سنگوکو بود که برای خاندان اودا خدمت می‌کرد.